# Летище „Дюселдорф“
Летище „Дюселдорф“ (DUS/EDDL) е международно летище, разположено в близост до германския град Дюселдорф, столицата на провинция Северен Рейн-Вестфалия. Аерогарата е разположена на 7 километра северно от града и на 20 километра югозападно от най-големия метрополисен район Есен в Рейн-Рур областта.
Летище Дюселдорф е третото най-голямо летище в Германия след „Франкфурт“ и „Мюнхен“. През 2018 година аеропортът е обслужил 24 283 967 пътници.
Летище Дюселдорф е най-голямото летище в провинция Северен Рейн-Вестфалия и е построено с цел да обслужва най-големия метрополисен район в Германия. Най-близките градове са Дюселдорф, Есен, Дуисбург, Крефелд, Мюлхайм ан дер Рур, Нойс и Вупертал. Летището заема 6,13 км2, сравнително малко за летище с подобен капацитет, но от него се изпълняват главно полети на къси и средни разстояния.
Летището отваря врати на 19 април 1927 година след двугодишна конструкция. Първите полети се осъществяват от Deutsche Luft Hansa и свързват летището с Берлин, Кьолн, Хамбург и Женева. През Втората световна война аеропортът прекратява дейността си и е използван само за военни цели. След края на войната летището отново започва да оперира под контрола на Великобритания. През 1950 година пистата е удължена до 2475 метра, като 20 години по-късно е допълнително удължена до 3000 метра. Средата на 60-те години е построен нов терминал с капацитет 1,4 милиона души.
През 1973 година е добавен нов терминал B, а 2 години по-късно летището и централната гара в Дюселдорф са свързани посредством влак. Новият терминал А е отворен в края на 70-те, а 10 години по-късно и терминал C е пуснат в експлоатация, когато над 8 милиона пътници ползват летището.
През 1992 година е изградена втората писта.
През 2000 година летището обслужва 16 милиона пътници, същата година май месец е пусната в експлоатация жп гара „Летище Дюселдорф“ с капацитет 300 влака дневно. Новият терминал B е пуснат също в експлоатация след 2,5 години реконструиране след големия пожар на летището. Две години по-късно междутерминалният автобус е заменен с монорелс SkyTrain, който понастоящем свързва терминалите с паркинг P4 и P5, и с жп гара „Летище Дюселдорф“. Гарата свързва летището с други градове в Германия посредством железопътната система на Deutsche Bahn и ICE. Летището е добре свързано с останалата част на страната посредством пътната инфраструктура, в частност А52, А57, А3 и А44.
Първият Еърбъс А380 каца на летище Дюселдорф през 2006 година (на Луфтханза). Почти десетилетие по-късно авиокомпания Емирейтс започва да оперира от летище „Дюселдорф“, свързвайки го с летище „Дубай“, като полетите се изпълняват с А380. За целта летището прави подобрения на наличната техника, разширява пистите за рулиране и изгражда три пътнически ръкава, специално пригодени за нуждите на самолета.
В началото на 2015 година, германската авиокомпания Луфтханза обявява, че затваря базата си считано от октомври 2015 г. за презокеански полети в Дюселдорф. На летището са базирани два Еърбъс А340, свързващи Дюселдорф с летища Нюарк и Чикаго О'Хеър. Междувременно полетите за Нюарк са извършвани от мюнхенска машина: Мюнхен – Нюарк – Дюселдорф – Нюарк – Мюнхен. Полетите за Чикаго О'Хеър са окончателно спрени.
Аерогарата е база на нискотарифната авиокомпания Eurowings.

## Дестинации и авикомпании
| Авиокомпания                  | Град – Летище |
| ----------------------------- | --- |
| Aegan Airlines                | Атина, Солун |
| Aer Lingus                    | Дъблин |
| Aeroflot                      | Москва Шереметиево |
| airBaltic                     | Рига |
| Air China                     | Пекин |
| Air Europa                    | Мадрид |
| Air France                    | Нант, Париж Шарл дьо Гол |
| Air Malta                     | Малта |
| Air Serbia                    | Белград |
| Albawings                     | Тирана |
| Alitalita                     | Милано Линате |
| All Nippon Airways            | Токио Нарита |
| Austrian Airlines             | Виена, Грац, Линц |
| British Airways               | Билун, Лондон Сити, Лондон Хийтроу, Фридрихсхафен |
| Condor                        | Агадир, Анталия, Гран Канария, Лансароте, Палма де Майорка, Тенерифе, Фуертевентура, Фунчал, Хургада |
| Corendon Airlines             | Анталия, Измир |
| Corendon Airlines Europe      | Хургада |
| Czech Airlines                | Прага |
| Delta Air Lines               | Атланта |
| easyJet                       | Берлин Тегел, Лондон „Гетуик“ |
| Emirates                      | Дубай |
| Etihad Airways                | Абу Даби |
| Eurowings                     | Агадир, Аликанте, Базел/Мюлуз, Барселона Ел Прат, Берлин Тегел, Билбао, Бирмингам, Болоня, Будапеща, Букурещ, Валенсия, Венеция, Виена, Вроцлав, Гданск, Гран Канария, Гьотеборг, Дрезден, Дъблин, Единбург, Женева, Залцбург, Ибиса, Катания, Копенхаген, Кошице, Краков, Лайпциг/Хале, Ланцароте, Ларнака, Ла Палма, Лион, Лисабон, Лондон Хийтроу, Манчестър, Маракеш, Маями, Милано Малпенса, Мюнхен, Наполи, Ница, Нюарк, Нюкасъл, Нюремберг, Палма де Майорка, Париж Шарл дьо Гол, Прага, Прищина, Пунта Кана, Рим Фиумичино, Солун, София, Сплит, Стокхолм Арланда, Тенерифе юг, Фаро, Флоренция, Фуертевентура, Фунчал, Хавана, Хамбург, Цюрих, Щутгарт |
| Finnair                       | Хелзинки |
| Flybe                         | Бирмингам, Манчестър |
| HahnAir                       | Люксембург |
| Iberia                        | Мадрид |
| IcelandAir                    | Рейкявик |
| KLM                           | Амстердам |
| Lauda                         | Аликанте, Гран Канария, Копенхаген, Ланзароте, Малага, Маракеш, Милано Бергамо, Наполи, Палма де Майорка, Севиля, Тенерифе Юг Фаро, Фуертевентура |
| LOT                           | Варшава |
| Lufthansa                     | Мюнхен, Франкфурт |
| Nordwind Airlines             | Москва Шереметиево |
| Norwegian Air Shuttle         | Осло |
| Onur Air                      | Истанбул |
| Pegasus Airlines              | Анкара, Газиантеп, Измир, Истанбул Сабиха Гьокчен, Кайсери, Самсун |
| Rossiya Airlines              | Санкт Петербург |
| S7 AIRLINES                   | Москва Домодедово |
| Scandinavian Airlines         | Копенхаген, Осло, Стокхолм Арланда |
| Singapore Airlines            | Сингапур |
| SunExpress                    | Анкара, Анталия, Газиантеп, Измир |
| SunExpress Deutschland        | Адана, Анкара, Бейрут, Диарбекир |
| Swiss International Air Lines | Цюрих |
| TAP Portugal                  | Лисабон |
| Turkish Airlines              | Истанбул |
| Vueling                       | Барселона Ел Прат |

## Статистика
През 2018 година 24.28 милиона пътници преминават през летището. Авиокомпаниите с най-висок пазарен дял са Eurowings (8.3млн), Lufthansa (1.7млн), Condor (1.6млн).
Най-натоварените дестинации през 2018 година са  Палма де Майорка (1.495 млн),  Мюнхен (1.4млн),  Берлин (1.2млн),  Истанбул (1млн),  Лондон (895 хил.).